# Cruzeiro do Sul (Paraná)
Cruzeiro do Sul es un municipio brasileño del estado de Paraná. Se localiza a una latitud 22º57'43" sur y a una longitud 52º09'38" oeste, estando a una altitud de 358 metros. Su población estimada en 2008 es de 4.595 habitantes.
Posee un área de 259,13 km². 
La economía es básicamente fundamentada en la ganadería y en la agricultura.